# Vílanec
Obec Vílanec (německy Willenz) se nachází v okrese Jihlava v kraji Vysočina. Žije zde 317 obyvatel.

## Název
Jméno vesnice znělo zprvu Wielands ("Wielandův", tj. majetek) a bylo odvozeno od osobního jména Wieland. Do češtiny bylo místní jméno přejato nejprve jako Vílanc, z nepřímých pádů (např. Vílance) vznikl nový první pád Vílanec. Vývoj jména v písemných záznamech: Byelandes (1327), Wylancz (1335), Wylands (1363), Wylantcz (1365), Wylancz, Wylans, Byelancz a Wilancz (1376), Wylanku (1501), Bielaincz (1529), Wiellantz (1678), Wielentz (1718), Willantz (1720), Willentz (1751), Wilenz, Wilanz, Bielands, Wylánec, Wylanka (1846), Willenz a Vílanec (1872), Vilánec (1881), Willenz a Vilance (1885), Vílanec (1924).

## Historie
První písemná zmínka o obci pochází z roku 1327. V letech 1869–1889 pod Vílanec jako osady patřily Cerekvička a Loučky.
V letech 1961–1988 sem jako místní část příslušel Čížov a zase Loučky. V letech 1989 až 1990 byl Vílanec součástí města Jihlava, poté se od 1. srpna 1990 osamostatnil a Loučky se staly opět jeho místní částí.

## Přírodní poměry
Vílanec leží v okrese Jihlava v Kraji Vysočina. Nachází se 7 km jižně od Jihlavy a 6 km severně od Stonařova. Geomorfologicky je oblast součástí Česko-moravské subprovincie, konkrétně Křižanovské vrchoviny a jejího podcelku Brtnická vrchovina, v jehož rámci spadá pod geomorfologický okrsek Puklická pahorkatina. Průměrná nadmořská výška činí 535 metrů. Nejvyšší bod obce, V Klučí (683 m n. m.), leží v jižním cípu území obce na katastru místní části Loučky. Na území Vílance se nachází Okrouhlík (622 m) a Vraní kopec (607 m).
Obcí protéká řeka Jihlávka, do níž se na severním okraji katastru zleva vlévá Popický potok, na němž leží Starý rybník. Na katastrálním území Vílanec se nachází přírodní rezervace Vílanecké rašeliniště, ochrana byla zřízena v souvislosti se zachováním přirozeného fytocenologického typu. Rezervace se nachází v západní části na Popickém potoce. Na katastrálním území Loučky se dále nachází 2 přírodní rezervace Rašeliniště Loučky a V Klučí a evropsky významná lokalita Velký Špičák.

## Obyvatelstvo
Podle sčítání 1930 zde žilo v 45 domech 249 obyvatel. 29 obyvatel se hlásilo k československé národnosti a 218 k německé. Žilo zde 247 římských katolíků.
| Rok            | 1869 | 1880 | 1890 | 1900 | 1910 | 1921 | 1930 | 1950 | 1961 | 1970 | 1980 | 1991 | 2001 | 2011 |
| Počet obyvatel | 441  | 499  | 548  | 450  | 420  | 393  | 380  | 310  | 299  | 227  | 203  | 219  | 259  | 295  |

| Rok            | 1869 | 1880 | 1890 | 1900 | 1910 | 1921 | 1930 | 1950 | 1961 | 1970 | 1980 | 1991 | 2001 | 2011 |
| Počet obyvatel | 247  | 291  | 351  | 287  | 269  | 249  | 249  | 198  | 210  | 179  | 163  | 185  | 222  | 268  |

## Obecní správa a politika

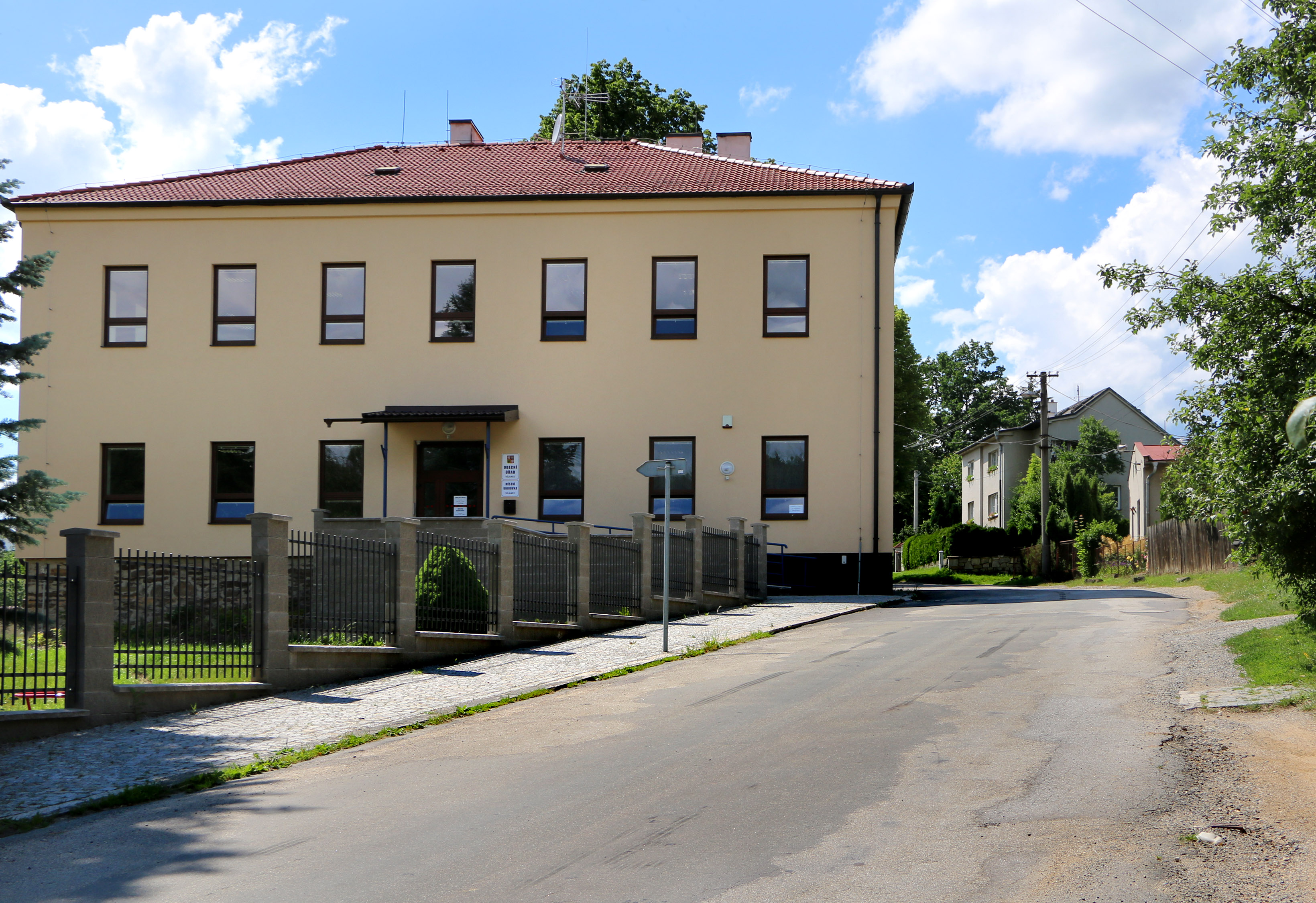
Obecní úřad

### Členění, členství ve sdruženích
Obec má dvě místní části Loučky a Vílanec, které leží na 2 stejnojmenných katastrálních územích („Loučky u Jihlavy“ a „Vílanec“) a má dvě stejnojmenné základní sídelní jednotky.
Vílanec je členem místní akční skupiny Třešťsko a od 31. 5. 2018 i Mikroregionu Třešťsko.

### Zastupitelstvo a starosta
Obec má sedmičlenné zastupitelstvo, v jehož čele stojí starostka Lenka Pernová.
| Období    | Voliči | Účast v % | Mandáty | Výsledky                                               | Starosta        |
| --------- | ------ | --------- | ------- | ------------------------------------------------------ | --------------- |
| 2002–2006 | 205    | 59,51     | 7       | 4 SNK I. 3 SNK II.                                     | Bohumila Pípová |
| 2006–2010 | 224    | 60,27     | 7       | 4 SNK II. 3 SNK I.                                     | Bohumila Pípová |
| 2010–2014 | 256    | 61,72     | 7       | 4 SNK I. 3 SNK II.                                     | Bohumila Pípová |
| 2014–2018 | 257    | 63,81     | 7       | 4 SNK I. 2 Občané Vílanci - Vílanec obč. 1 SNK VÍLANEC | Lenka Maršánová |

## Hospodářství a doprava
V obci sídlí firmy AMT SERVIS s.r.o., KK sped s.r.o., Losinet s.r.o., EUROFARMS, s.r.o., EuroAuto Partner, s.r.o., ČTYŘKOLKY VYSOČINA, s.r.o., JIVAS PLUS s.r.o., VILANA, s.r.o., BROJAN, spol. s r.o. a pobočka České pošty. Ubytování nabízí Mlýnhotel Vílanec u Jihlavy. Obcí prochází silnice I. třídy č. 38 z Jihlavy do Stonařova a komunikace III. třídy č. 03830 do Louček a č. 03828 do Cerekvičky. Dopravní obslužnost zajišťují dopravci ICOM transport, TRADO-BUS a Radek Čech - Autobusová doprava. Autobusy jezdí ve směrech Znojmo, Moravské Budějovice, Jihlava, Hrotovice, Želetava, Telč, Loučky, Stonařov, Opatov, Stará Říše, Nová Říše a Dačice. Obcí prochází cyklistická trasa č. 5215 z Popic do Uhřínovic.

## Školství, kultura a sport
Místní děti dojíždějí do základní školy ve Stonařově. Sídlí zde knihovna. Působí zde Sbor dobrovolných hasičů Vílanec.

## Pamětihodnosti
- Kostel svatého Jakuba
- Fara

## Galerie

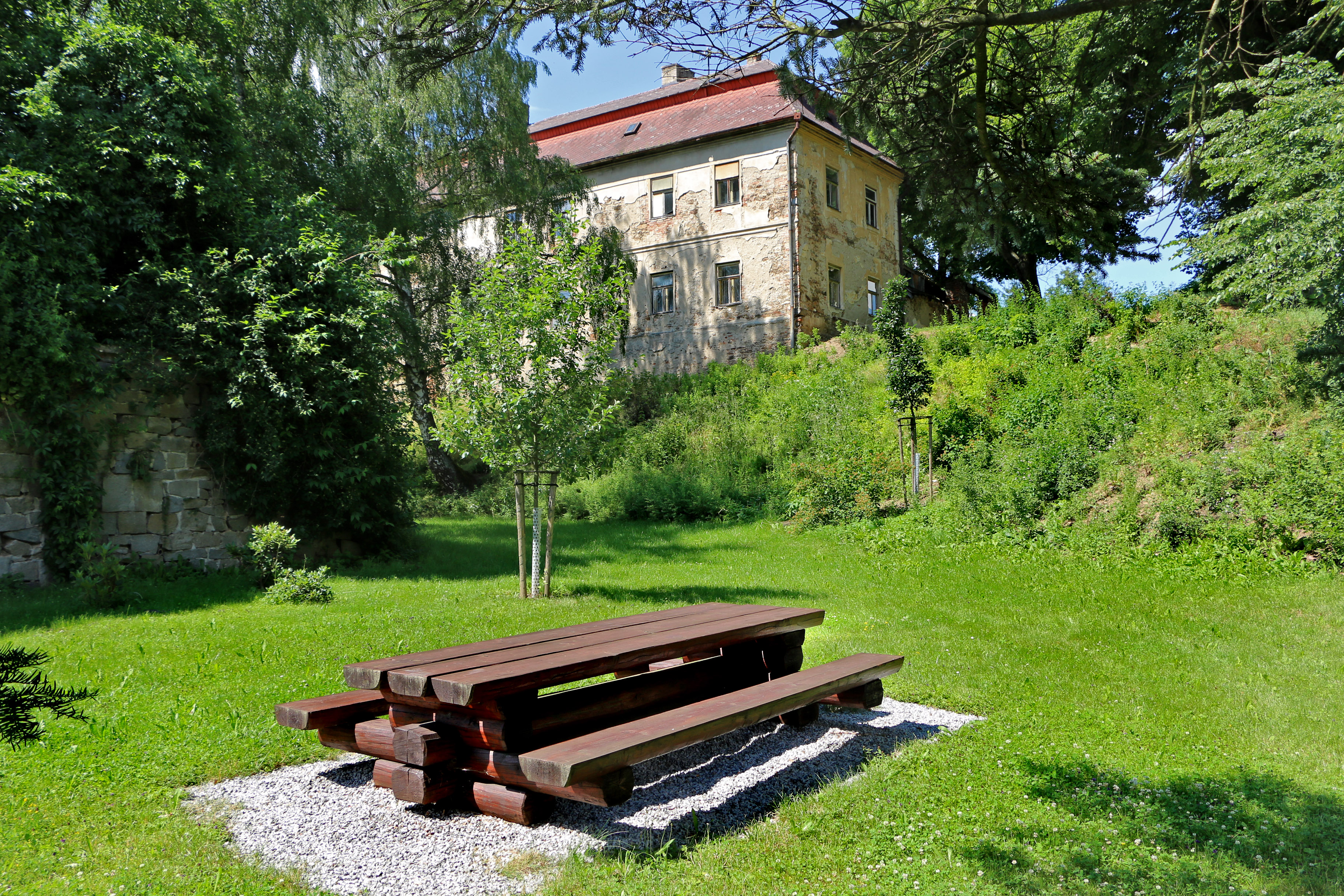
Park pod kostelem
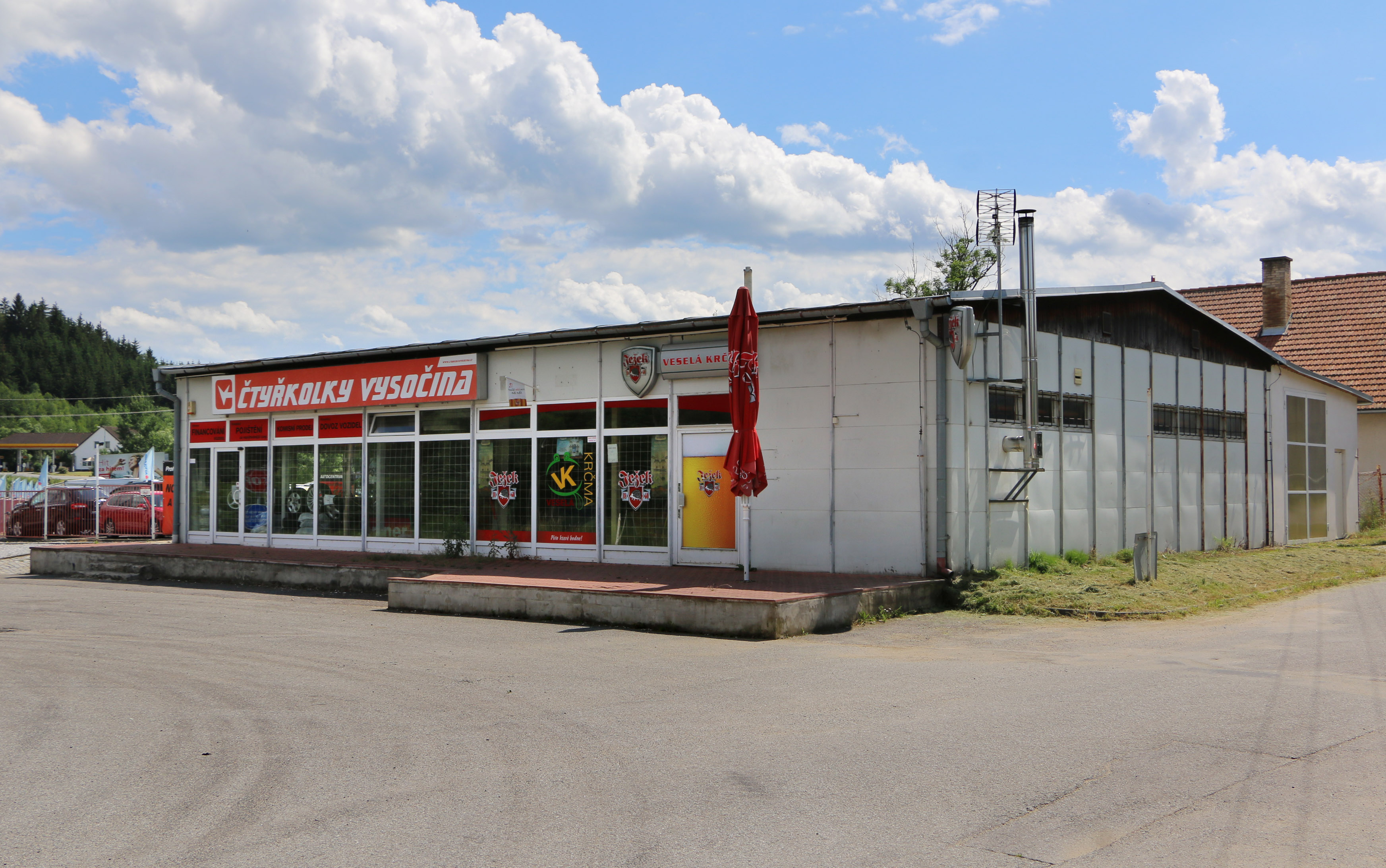
Motoprodejna
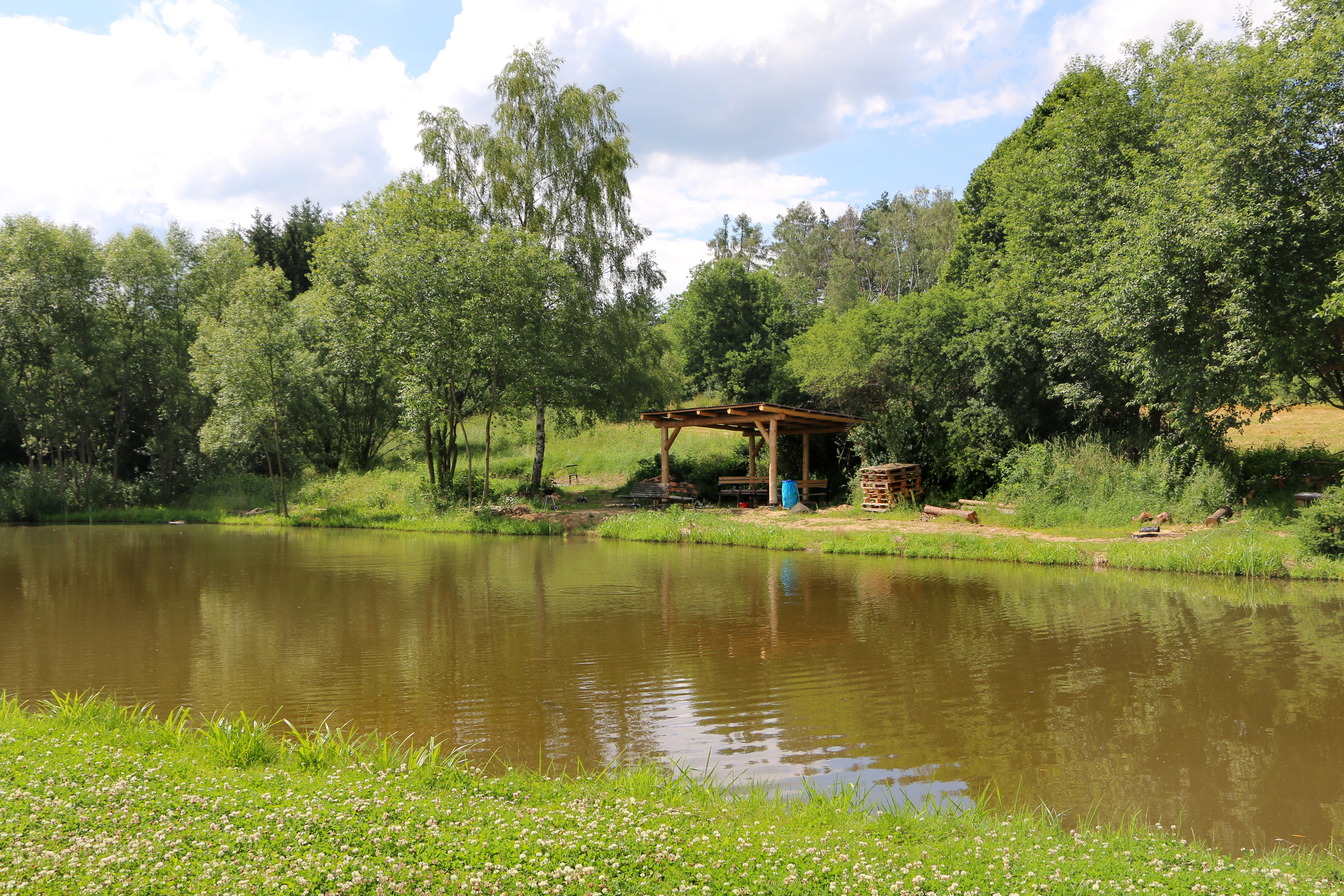
Malý rybník na západě vesnice